# Rollin' Stoned
Rollin' Stoned — четвертий студійний альбом американського реп-рок гурту Kottonmouth Kings, виданий 8 жовтня 2002 р. На платівці поєднано реп, панк-рок, реґі, альтернативний рок (часто в одній пісні). Rollin' Stoned є найбільш різноманітним у музичному плані альбомом у дискографії колективу. У тиждень 26 жовтня 2002 реліз посів 51-шу сходинку Billboard 200. Виконавчий продюсер: Daddy X.

## Список пісень
Автори всіх треків: Kottonmouth Kings, крім «Full Throttle», «Positive Vibes», «Zero Tolerance», «Sub-Noize Rats», «Built to Last» і «Soul Surfin»: Kottonmouth Kings, Дуґ Керріон.
| №  | Назва                    | Запрошені гості | Тривалість |
| -- | ------------------------ | --------------- | ---------- |
| 1  | «Magic Bus»              | Sky Blue        | 0:47       |
| 2  | «Sleepers»               |                 | 3:52       |
| 3  | «Full Throttle»          |                 | 4:06       |
| 4  | «4-2-0»                  |                 | 4:05       |
| 5  | «Big Bank» (Interlude)   |                 | 0:26       |
| 6  | «Enjoy»                  |                 | 3:46       |
| 7  | «Positive Vibes»         |                 | 3:42       |
| 8  | «Zero Tolerance»         |                 | 3:08       |
| 9  | «Float Away»             |                 | 3:58       |
| 10 | «Pothead» (Interlude)    |                 | 0:20       |
| 11 | «Pushin' Limits»         |                 | 3:45       |
| 12 | «Pull, Pull» (Interlude) |                 | 0:26       |
| 13 | «Rest of My Life»        |                 | 5:40       |
| 14 | «Living in Fear»         | The Judge       | 3:50       |
| 15 | «Sub-Noize Rats»         |                 | 2:33       |
| 16 | «Strange Daze»           |                 | 3:50       |
| 17 | «Tangerine Sky»          |                 | 4:12       |
| 18 | «Built to Last»          |                 | 3:56       |
| 19 | «Waking Dream»           |                 | 4:14       |
| 20 | «Soul Surfin'»           |                 | 4:33       |
| 21 | «Endless Highway»        |                 | 3:50       |
| 22 | «Light It Up»            |                 | 8:23       |

## Учасники
- D-Loc, Джонні Ріхтер, Daddy X — вокал
- DJ Bobby B — тернтейбліст, вокал
- Pakelika — гайпмен
- Лу Доґ — барабани
- Дуґ Керріон — гітара, бас-гітара
- Скотт Козіол — бас-гітара
- Біджей Джон — перкусія